# John Ireland (compositore)
John Nicholson Ireland (Bowdon, 13 agosto 1879 – Rock Mill, Washington, 12 giugno 1962) è stato un compositore e insegnante inglese di musica classica.
La sua opera consiste per la maggior parte in brani per pianoforte e canzoni accompagnate dal pianoforte. Le sue composizioni più note sono l'inno The Holy Boy(facente parte dei 4 preludi per pianoforte), un noto concerto per pianoforte ed orchestra e un accompagnamento musicale del libro di poesie Sea Fever del poeta inglese John Masefield.